# Вайнбергер, Моше
Моше Вайнбергер (род. 1957) (идиш משה וויינבערגער‎) — американский хасидский раввин, просветитель, писатель, переводчик и оратор.

## Биография
Духовный лидер-основатель Современной хасидской конгрегации Айш Кодеш в Вудмере. Машпиа / машгиах ручани (духовный руководитель) в Семинарии имени рабби Ицхака Эльханана (RIETS). Считается одним из основных неохасидских раввинов. Записал более 4000 лекций по хасидской мысли и философии.
Получил смиху (рукоположение в раввины) в RIETS, где учился у раввинов Довида Лифшица и Йосефа Соловейчика. Рав Вайнбергер также некоторое время учился в иешиве Ш'ор Йошув. Он получил степень магистра по еврейской философии в Высшей школе еврейских исследований Бернарда Ревеля при Иешива-университете и степень магистра по управлению образованием в Педагогическом колледже Колумбийского университета.

### Книги
- Weinberger, Moshe. Warmed by the Fire of the Aish Kodesh: Torah from the Hilulas of Reb Kalonymus Kalman Shapira of Piaseczna. — 2015. — ISBN 978-1680250220.
- Jewish Outreach: Halakhic Perspectives. — KTAV, 1990. — ISBN 0-88125-355-3.
- Song of Teshuvah: A Commentary on Rav Avraham Yitzchak Hakohen Kook's Oros Hateshuvah. — Urim Publications, 2015. — Vol. 4. — ISBN 978-9655242157.
- Song of Teshuva: A Commentary on Rav Avraham Yitzchak Hakohen Kook's Oros Hateshuvah. — Urim Publications, 2014. — Vol. 3. — ISBN 978-9655241617.
- Song of Teshuva: Commentary on Rav Avraham Yitzchak Hakohen Kook's Oros Hateshuvah, Parts 8-10. — Urim Publications, 2012. — Vol. 2. — ISBN 978-9655241259.
- Song of Teshuva: A Commentary on Rav Avraham Yitzchak Hakohen Kook's Oros Hateshuvah. — Penina Press, 2011. — Vol. 1. — ISBN 978-1936068241.

### Избранные статьи
- 'Just One Thing is Missing: The Soul'. Klal Perspectives (Spring 2012).
- Judaism: 'Talking' Points. Israel National News (28 декабря 2004).
- A Modern Experiment in Chassidus: A Long Island congregation fashions its own foray into Chassidism (PDF). Jewish Action. 1999.
- Beyond the River. Jewish Action. Fall 1996.
- Prayer: Neglected Paths and Forgotten Longings. Jewish Action. Fall 1990.
- Keeping up with the Katz's. Jewish Action. 48 (3): 10–19. 1988.
- The Baal Teshuva and the Jewish Community: Re-entry Problems. Journal of Halacha and Contemporary Society. Fall 1987.
- Teaching Torah to Women (PDF). Journal of Halacha and Contemporary Society (9): 19–52. 1985.